# Серен диоксид
Серният диоксид (SO2) е безцветен газ с остра, задушлива миризма.
Получава се при горене на сяра, метални сулфиди или сероводород. Силен редуктор, особено във воден разтвор. Разтваря се във вода и дава хидрат на газа, като разтворът се отнася като киселина (серниста киселина). Използва се за производството на SO3 за получаване на сярна киселина. Уврежда озоновия слой.

Серният диоксид реагира с основни хидроксиди до получаването на сулфитни соли:
SO2 + 2 NaOH → Na2SO3 + H2O
При включването на сяра с оксидационно състояние +4, серният диоксид става редуктор. Той се окислява от халогени, при което се получават сулфурилхалиди, като например сулфурилхлорид:
SO2 + Cl2 → SO2Cl2
Серният диоксид реагира с безцветния газ сероводород до получаването на сяра и вода. Процесът се използва в лабораторни условия за получаване на сяра и се нарича метод на Клаус:
SO2 + 2 H2S → 3 S + 2 H2O
Серният диоксид, може да се свързва с метални йони като лиганд, образувайки комплекси от метален серен диоксид.

## Получаване
Серен диоксид може да бъде получен при горенето на сяра:
S + O2 → SO2
Пълното горене на сероводород също води до получаването на серен диоксид:
2 H2S + 3 O2 → 2 H2O + 2 SO2
Окислителното пържене на пирит (FeS2), сфалерит (ZnS) и цинобър (HgS) води до получаването на серен диоксид:
4 FeS2 + 11 O2 → 2 Fe2O3  + 8 SO2
2 ZnS + 3 O2 → 2 ZnO + 2 SO2
HgS + O2 → Hg + SO2
Серният диоксид е вторичен продукт при производството на цимент от калциев силикат. CaSO4 се нагрява с кокс и пясък в този процес:
2 CaSO4 + 2 SiO2 + C → 2 CaSiO3 + 2 SO2 + CO2
Въздействието на нагорещата сярна киселина върху медни стружки произвежда серен диоксид.
Cu (а) + 2 H2SO4 (AQ) → CuSO4 (AQ) + SO2 (ж) + 2 H2O (L)
Може да се приготвя и чрез натриев метабисулфит:
H2SO4 (AQ) + Na2S2O5 (AQ) → 2 SO2 (ж) + Na2SO4 (а) + H2O (L)
Това е екзотермична реакция.